# Жабрєв Іван Андрійович
Жа́брєв Іва́н Андрі́йович (26 квітня 1898 , Устюжна, Великоустюженський повітd, Вологодська губернія, Російська імперія  — 22 лютого 1939 ) — радянський діяч органів державної безпеки, член Ревізійної комісії ЦК КП(б)У (1938). Депутат Верховної Ради СРСР (1937–1938) та Верховної Ради УРСР (1938) першого скликання.

## Біографія
Народився 26 квітня 1898 року в родині робітника-металіста чавунно-ливарного заводу в місті Устюжна, тепер Устюженський район, Вологодська область, Росія. З ранніх дитячих років залишився без батьків, виховувався у батькової сестри.
1912 року закінчив 4 класи приходського училища у місті Устюжна. 1916 року закінчив 4 класи вищого початкового училища та 4-місячні курси телеграфістів в Устюжній.
У листопаді 1916 — березні 1918 року — телеграфіст поштово-телеграфної контори в Устюжній. У 1917 році обирався на керівні посади в профспілці поштово-телеграфних працівників.
У березні — вересні 1918 року працював агентом кінних станцій у місті Череповці, співробітником для доручень Череповецького округу зв'язку, головою робітничої кооперації поштово-телеграфної контори в Устюжній, завідувачем поштовим відділенням у с. Перське.
У серпні 1918 року вступив у РКП(б).
З вересня 1918 до вересня 1919 року — завідувач організаційного відділення Череповецького губернського відділу пошт і телеграфу. У вересні — жовтні 1919 року — член Колегії Череповецького губернського продовольчого загону. У жовтні 1919 — травні 1920 року — начальник 4-го загороджувального загону Петроградського укріпленого району, телеграфіст і військовий комісар батальйону експедиційного загону штабу 7-ї армії.
У травні — вересні 1920 року — уповноважений Політбюро ЧК Устюжинського повіту. У вересні 1920 — травні 1921 року — секретар Політбюро ЧК Устюжинського повіту. У травні — жовтні 1921 року — уповноважений Череповецької губернської ЧК.
20 жовтня 1921 — 15 листопада 1921 року — уповноважений Секретного відділу Новомиколаївської губернської ЧК Сибірського краю. У жовтні 1921 — лютому 1922 року — т. в. о. заступника голови Новомиколаївської губернської ЧК. 15 листопада 1921 —  лютий 1922 року — начальник агентурного відділення Новомиколаївської губернської ЧК. 21 лютого 1922 — 11 березня 1922 року — начальник Секретного відділу Новомиколаївської губернської ЧК. Був заарештований, але незабаром звільнений з ув'язнення. У 1922 —  жовтні 1923 року — уповноважений Новомиколаївського губернського відділу ДПУ по Черепанівському повіті. У жовтні 1923 — 1924 році — начальник реєстраційно-статистичного відділу Новомиколаївського губернського відділу ДПУ. У 1924 — вересні 1925 року — начальник контррозвідувального відділу Новомиколаївського губернського відділу ДПУ.
4 вересня 1925 — 16 грудня 1926 року — начальник Секретно-оперативної частини, заступник начальника Омського окружного відділу ДПУ. 16 грудня 1926 — 1930 рік — начальник Бійського окружного відділу ДПУ. 1930 — жовтень 1930 року — начальник Барнаульського окружного відділу ДПУ. 21 жовтня 1930 — 14 травня 1933 року — начальник Барнаульського оперативного сектору ДПУ.
14 травня 1933 — 10 липня 1934 року — начальник Секретно-Політичного відділу Повноважного представництва ОДПУ по Західно-Сибірському краю. 13 липня 1934 — 16 серпня 1936 року — начальник Секретно-Політичного відділу Управління державної безпеки Західно-Сибірського краю.
16 серпня 1936 — 11 листопада 1936 року — заступник начальника УНКВС Курської області.
11 листопада 1936 — 14 березня 1937 року — начальник 1-го відділення Секретно-Політичного (4-го) відділу Головного управління державної безпеки НКВС СРСР. 17 грудня 1936 — 25 грудня 1936 року — помічник начальника Секретно-Політичного відділу Головного управління державної безпеки НКВС СРСР. 25 грудня 1936 — 14 березня 1937 року — помічник начальника 4-го відділу Головного управління державної безпеки НКВС СРСР.
20 квітня 1937 — 7 липня 1937 року — начальник Гомельського міського відділу НКВС Білоруської РСР, начальник особливого відділу 6-ї кавалерійської дивізії БВО. 7 липня 1937 — 22 листопада 1937 року — начальник 3-го відділу Управління державної безпеки НКВС Білоруської РСР та помічник народного комісара внутрішніх справ Білоруської РСР. 22 листопада 1937 — 26 лютого 1938 року — заступник народного комісара внутрішніх справ Білоруської РСР.
26 лютого 1938 — 17 листопада 1938 року — начальник УНКВС Кам'янець-Подільської області. 26 червня 1938 року був обраний депутатом до Верховної Ради УРСР 1-го скликання по Антонинській виборчій окрузі № 2 Кам'янець-Подільської області. 
Заарештований 17 листопада 1938 року. Засуджений Військовою колегією Верховного суду СРСР 22 лютого 1939 року до вищої міри покарання. Розстріляний того ж дня. Постановою Військової колегії Верховного суду Російської Федерації від 6 липня 2013 року в реабілітації відмовлено.

## Звання
- майор держбезпеки (8.01.1936)

## Нагороди
- орден Червоної Зірки (19.12.1937)

## Оцінка діяльності
Причетний до незаконних арештів громадян, фальсифікації справ,  вбивств людей. Засуджений за порушення законності. В  Україні включений у список історичних діячів, які підпадають під закон про декомунізацію. 